# Santo Amaro (ort)
Santo Amaro är en ort i Brasilien.   Den ligger i kommunen Santo Amaro och delstaten Bahia, i den östra delen av landet, 1 100 km öster om huvudstaden Brasília. Santo Amaro ligger 11 meter över havet och antalet invånare är 46 748.
Terrängen runt Santo Amaro är platt österut, men västerut är den kuperad. Santo Amaro ligger nere i en dal. Santo Amaro är det största samhället i trakten.
Omgivningarna runt Santo Amaro är huvudsakligen savann. Runt Santo Amaro är det ganska tätbefolkat, med 155 invånare per kvadratkilometer.